# Hochschulstraße (Dresden)
Die Hochschulstraße ist eine etwa 800 Meter lange Innerortsstraße in Dresden (Stadtteil Südvorstadt-Ost). Sie verbindet den Friedrich-List-Platz bzw. die Strehlener Straße unweit des Dresdner Hauptbahnhofs mit dem Fritz-Foerster-Platz am Südrand des Stadtteils. Benannt ist sie nach der ehemaligen Hochschule für Verkehrswesen (HfV).

## Lage, Verlauf und Verkehr
Die Hochschulstraße beginnt am Friedrich-List-Platz und führt gerade und zunächst ohne nennenswerte Längsneigung in Richtung Südwesten. Nach etwa 300 Metern mündet die Schnorrstraße von Osten her in die Hochschulstraße ein. Danach folgt die Kreuzung mit der Reichenbachstraße. Der hier beginnende südliche Teil der Hochschulstraße zeichnet sich durch einen stärkeren Längsanstieg aus. Nachdem sie die Lukasstraße gekreuzt hat, endet die Hochschulstraße am Fritz-Foerster-Platz für den motorisierten Verkehr in einer Sackgasse, Fußgänger und Radfahrer können jedoch über den Platz zu Bergstraße, Zelleschem Weg oder Nürnberger Straße gelangen.
Auf der kompletten Hochschulstraße ist beidseitiges Längs- bzw. Querparken möglich. Die Hausnummern folgen dem Prinzip der Orientierungsnummerierung. Vom öffentlichen Personennahverkehr wurde und wird die Straße nicht bedient.

## Geschichte

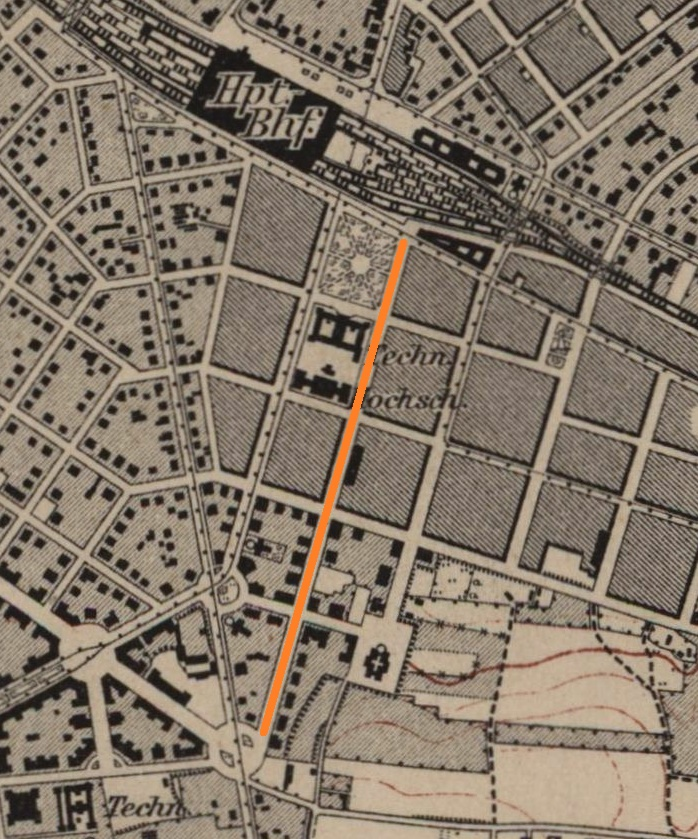
Die Sedanstraße (markiert) im Jahr 1910

Die Straße wurde 1871 zur weiteren Erschließung des gerade entstehenden Amerikanischen Viertels in der Südvorstadt angelegt. Sie begann damals noch direkt an der Strehlener Straße östlich des Bismarckplatzes, dem heutigen Friedrich-List-Platz. Zum Andenken an den Deutsch-Französischen Krieg und speziell an die Schlacht von Sedan im September 1870 erhielt die neue Wegeverbindung den Namen „Sedanstraße“, der am Südende gelegene Fritz-Foerster-Platz wurde als „Sedanplatz“ angelegt.
Ursprünglich hatte die Sedanstraße südlich des Bismarckplatzes noch eine Kreuzung mit der Lindenaustraße, und auch die Schnorrstraße setzte sich noch nach Westen Richtung Reichsstraße und Bergstraße fort. Diese Verbindungen wurden erst mit der Neubebauung der Westseite der Straße in der DDR gekappt.
Bekannte Anwohner der Sedanstraße waren:
- Otto Beutler, späterer Oberbürgermeister Dresdens, zwischen 1891 und 1894 in der Sedanstraße 4
- Oskar Wilhelm Schuster, königlich-sächsischer Offizier, in der Sedanstraße 1

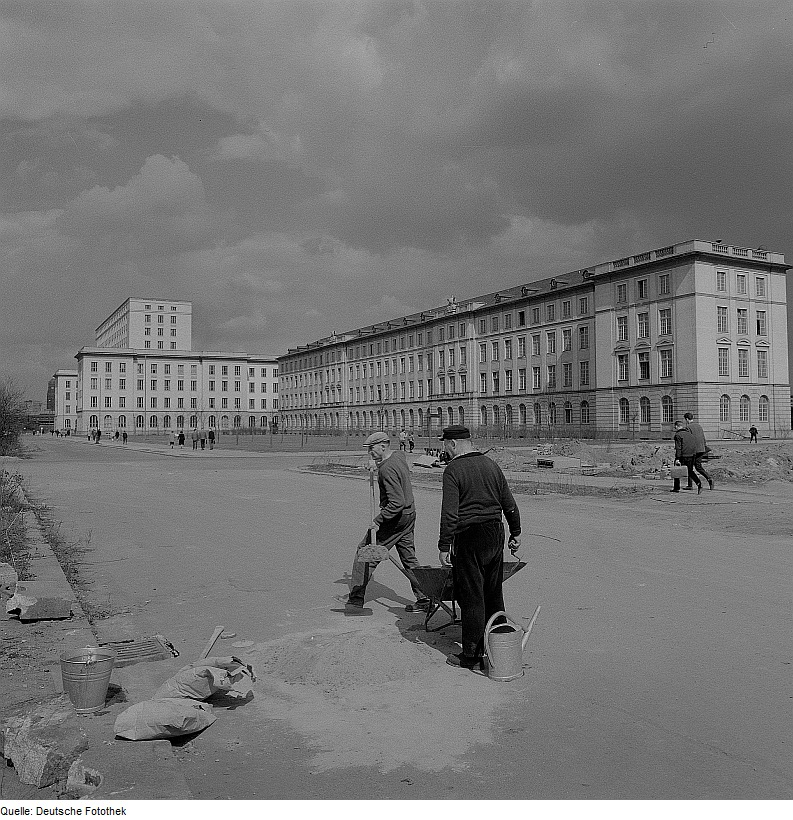
1967: Hochschulgebäude, davor die Hochschulstraße

Nachdem die Ursprungsbebauung der Sedanstraße durch das Bombardement während der Luftangriffe auf Dresden im Februar 1945 zerstört worden war, begann dort in den 1950er Jahren die Ansiedlung der 1952 gegründeten Hochschule für Verkehrswesen (HfV), der nunmehrigen Namensgeberin der Hochschulstraße. Zum 10-jährigen Bestehen der Hochschule bekam diese den Beinamen „Friedrich List“ und ein Teil der Hochschulstraße erhielt zusammen mit dem früheren Bismarck- und späteren Bayrischen Platz den Namen „Friedrich-List-Platz“.
In den Jahren 2003 bis 2005 wurde die Verkehrsführung am Fritz-Foerster-Platz grundlegend geändert, um einerseits einen leistungsfähigen Autobahnzubringer entlang der Bergstraße zur Bundesautobahn 17 zu erhalten und um zum anderen den äußeren Stadtring leistungsfähiger gestalten zu können. Bei den Bauarbeiten wurde der motorisierte Verkehr auf der Hochschulstraße (wie auch die George-Bähr-Straße) vom Fritz-Foerster-Platz abgekoppelt und ist seitdem eine für Fußgänger und Radfahrer durchlässige Sackgasse.

## Bebauung

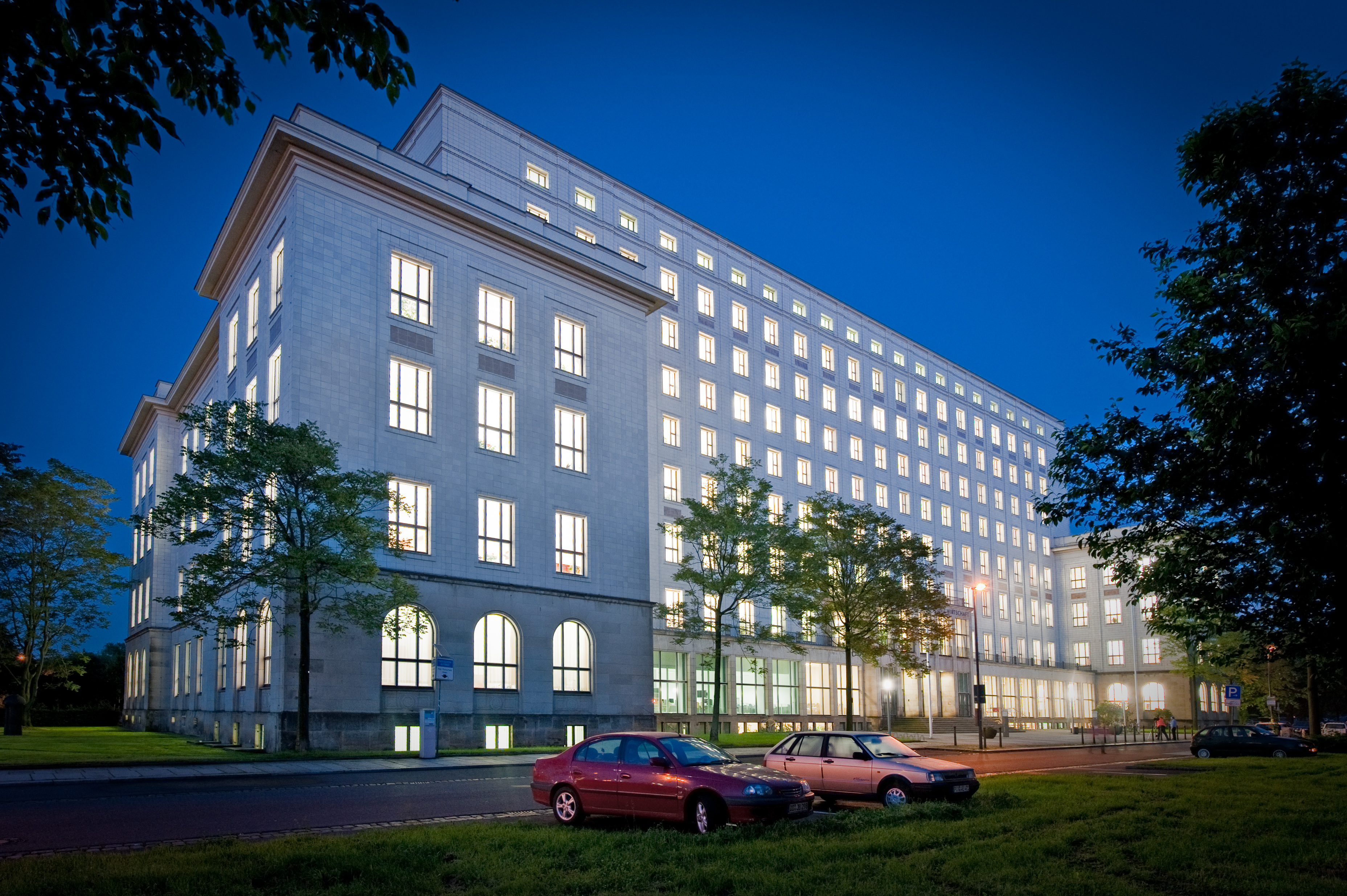
Zentralgebäude am Friedrich-List-Platz

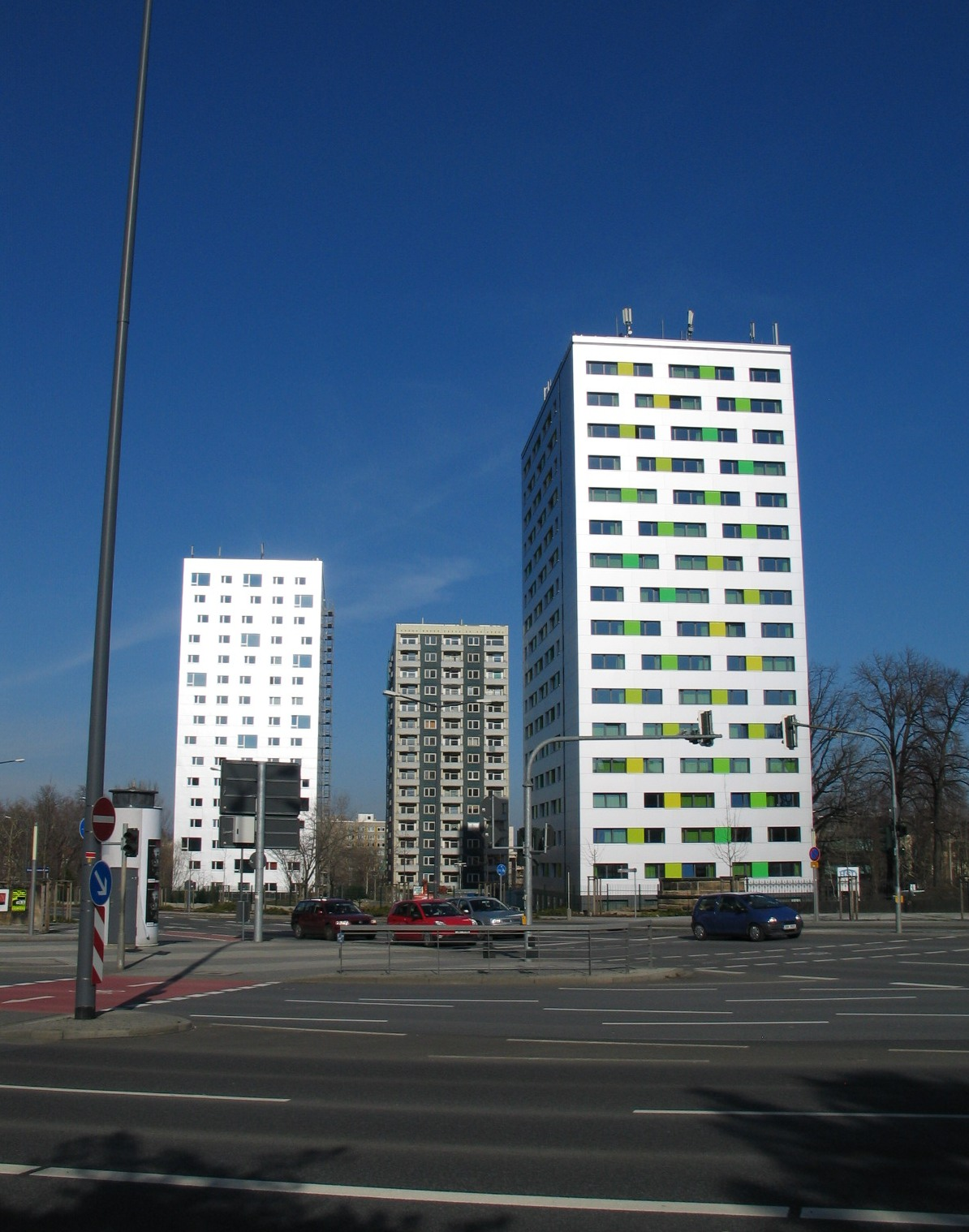
Hochschulstraße 46–50

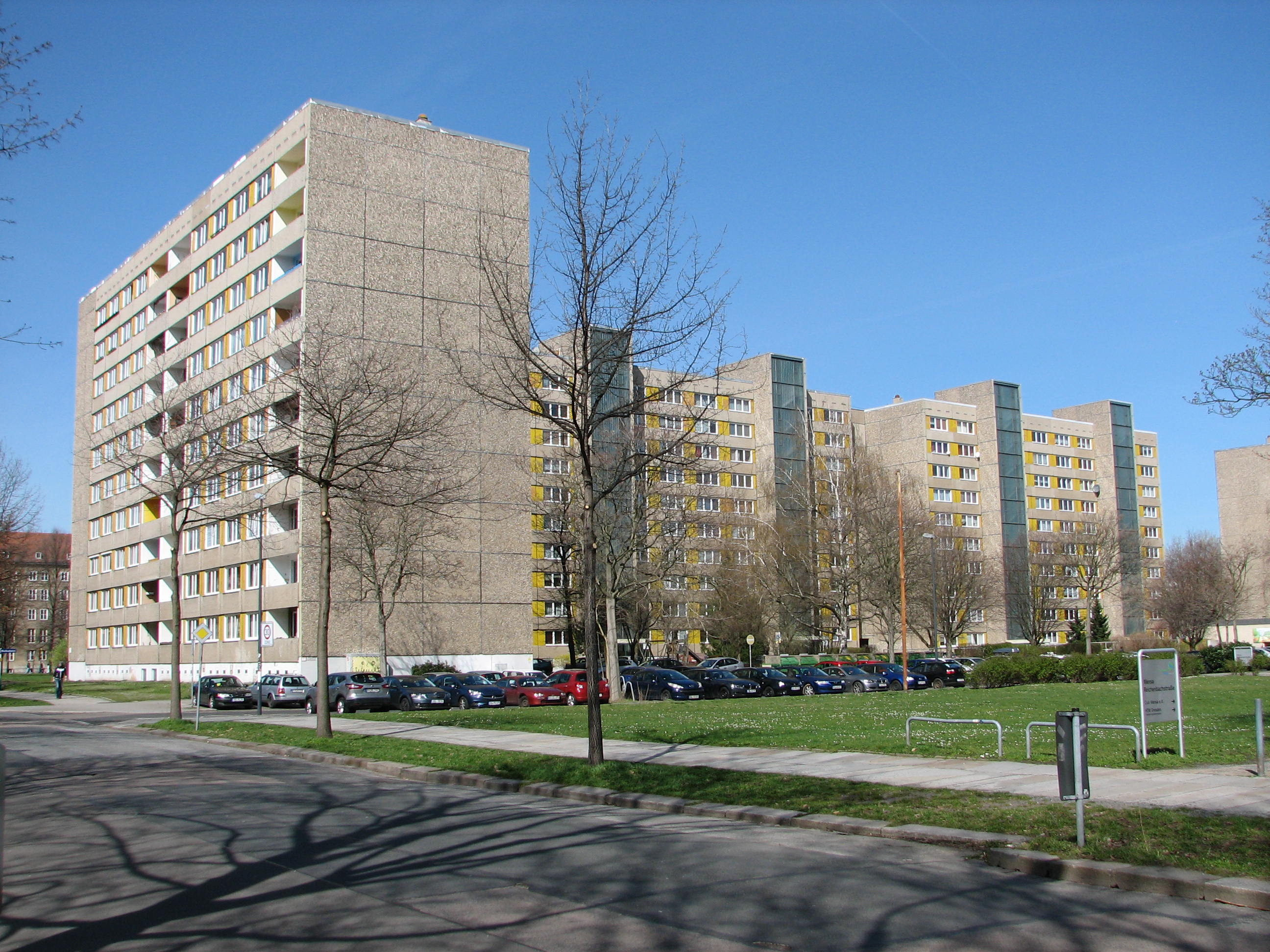
Hochschulstraße 24–32

Im Amerikanischen Viertel entstand zunächst eine Blockrandbebauung aus vorwiegend viergeschossigen repräsentativ gestalteten Mietshäusern, so auch entlang der Sedanstraße. Die Sedanstraße 19–21 beherbergte die 19. Volksschule, in der Sedanstraße 7–9 war das Hotel Savoy-Albertshof ansässig. Südlich des Bismarckplatzes befanden sich zwischen Sedan- und Reichsstraße außerdem Gebäude der Technischen Hochschule Dresden, der Vorgängerin von TU und HfV.
Die Luftangriffe auf Dresden zerstörten das Straßenbild der Sedanstraße nahezu vollständig. In den 1950er Jahren konzentrierte sich der Wiederaufbau zunächst auf der Ostseite der Straße. Im April 1954 begann der Bau des Zentralgebäudes und eines Seminarflügels für die Hochschule für Verkehrswesen nach Entwürfen von Richard Paulick. Bereits 1951 wurde am heutigen Fritz-Foerster-Platz der Grundstein für das Hochschulgebäude I, den heutigen Gerhart-Potthoff-Bau, gelegt. Es wurde 1956 fertiggestellt. An der Kreuzung mit der Reichenbachstraße entstand von 1957 bis 1959 der Mensabau für die Hochschule. Die Hochschulstraße verband damit alle wichtigen Gebäude der HfV miteinander.
Zu Beginn der 1980er Jahre wurde die bis dahin brach liegende Fläche zwischen Hochschul- und Juri-Gagarin-Straße (heute Fritz-Löffler-Straße) vom Friedrich-List-Platz bis zum Juri-Gagarin-Platz mit zehngeschossigen Wohnblocks bebaut. Diese erhielten die Adressen Hochschulstraße 2–44. An der Kreuzung Schnorr- und Hochschulstraße entstand zwischen Mensa- und Seminargebäude der HfV ein U-förmiger sechsgeschossiger Wohnblock. Die Plattenbauten gehören heute der Vonovia SE und sind weitgehend unsaniert. Auf dem Areal zwischen Juri-Gagarin- und Fritz-Foerster-Platz wurden drei Wohnhochhäuser für Studenten (Nr. 46, 48 und 50) gebaut. Die Sechzehngeschosser wurden in den Jahren 2006 und 2007 grundhaft saniert. Die Hochschulstraße 50 wird derzeit als Internationales Gästehaus des Studentenwerks Dresden genutzt.
Auf der Ostseite der Hochschulstraße herrscht zwischen Reichenbachstraße und Fritz-Foerster-Platz kleinteiligere Bebauung vor. So befinden sich hier die 117. Grundschule „Ludwig Reichenbach“ und deren 2016 fertiggestellter Turnhallenneubau, mehrere Mietshäuser, ein 2010 eröffneter evangelischer Kindergarten sowie das Landeskirchenamt der Evangelisch-Lutherischen Landeskirche Sachsens. Dieses 1897 entstandene Gebäude ist das einzige Bauwerk aus Vorkriegszeiten an der Hochschulstraße.